# Suzanne (Ardennes)
Suzanne település Franciaországban, Ardennes megyében. Lakosainak száma 56 fő (2022. január 1.). Suzanne Charbogne, Écordal, Lametz, La Sabotterie, Saint-Lambert-et-Mont-de-Jeux és Tourteron községekkel határos.

## Népesség
A település népessége az elmúlt években az alábbi módon változott:
| Lakosok száma | 113  | 72   | 60   | 55   | 66   | 64   | 64   | 61   | 59   | 56   |
|               | 1968 | 1982 | 1990 | 2006 | 2013 | 2015 | 2017 | 2019 | 2020 | 2022 |